# Nebit
Nebit (nb.ỉt) ókori egyiptomi vezír volt a XII. dinasztia idején, III. Szenuszert uralkodása alatt. 
Nebit kizárólag nagy masztabasírjából ismert, amely Dahsúrban épült, III. Szenuszert piramisa mellett. A vályogtéglából épült masztaba külső borítása mészkőből készült, de a jó minőségű köveket már az ókorban széthordták más építkezésekhez vagy mészégetéshez. A homlokzat egyik fala azonban már korábban leomlott, és mire a sírrablók elkezdték szétszedni az épület többi részét, addigra már homok borította; ezen a megmaradt falrészen maradt fenn Nebit neve és címe, valamint az, melyik uralkodót szolgálta. A masztaba romjai közt az 1894-ben ásató Jacques de Morgan egy dioritszobor mellrészére bukkant; a szobron felirat nincs, de nagy valószínűséggel Nebitet ábrázolja. De Morgan még nem tudta azonosítani a sírtulajdonost, erre csak Dieter Arnold ásatása során került sor.
Nebit sírjának föld alatti sírkamráját kirabolták, a mellette lévő másik kamrát – melybe egy Szatwerut nevű nőt, valószínűleg Nebit feleségét temették – érintetlenül találták meg, a hölgy koporsóival, kanópuszedényeivel és ékszereivel.

## Fordítás
- Ez a szócikk részben vagy egészben  a   Nebit című angol Wikipédia-szócikk ezen változatának fordításán alapul.  Az eredeti cikk szerkesztőit annak laptörténete sorolja fel. Ez a jelzés csupán a megfogalmazás eredetét és a szerzői jogokat jelzi, nem szolgál a cikkben szereplő információk forrásmegjelöléseként.
- Ez a szócikk részben vagy egészben  a   Nebit című német Wikipédia-szócikk ezen változatának fordításán alapul.  Az eredeti cikk szerkesztőit annak laptörténete sorolja fel. Ez a jelzés csupán a megfogalmazás eredetét és a szerzői jogokat jelzi, nem szolgál a cikkben szereplő információk forrásmegjelöléseként.

## Külső hivatkozások
- The Private Tombs North of the Senwosret III Pyramid Complex, Dahshur